# 张从顺
张从顺（1949年1月3日—1994年9月1日），男，汉族，云南镇康人，中共党员，二级警督，全国公安二级英雄模范，革命烈士，生前历任中共勐捧镇供销社党支部书记、军弄乡公安派出所副所长、所长等职。1994年9月1日凌晨，与战友王世洲在今镇康县南伞镇执行缉毒任务时不幸牺牲。

## 生平[2]
1949年1月3日，生于今云南省临沧市镇康县某少数民族聚居的边疆区。1969年3月应征参加中国人民解放军，历任副班长、班长。1971年10月1日，加入中国共产党。1975年，从部队复员后在镇康县中心商店工作，担任主任职务。1982年，主动申请调到镇康县公安局工作，只身一人到军弄乡创建军弄乡派出所。1992年，被授予二级警督警衔。1993年，被中共镇康县委授予优秀共产党员、先进工作者称号。曾四次荣获镇康县公安局嘉奖。
1994年9月1日，在缉毒行动中在镇康县军弄乡轩岗吊桥与毒贩交战，由于伤势过重导致失血过多而光荣牺牲于镇康县人民医院。现安葬于凤尾革命烈士陵园。
1994年9月3日，中共镇康县委作出“关于向张天顺、王世洲同志学习的决定”。同年12月15日，中华人民共和国公安部授予张从顺“二级英雄模范”称号。1995年2月16日，云南省人民政府批准张从顺为革命烈士。2021年4月1日，云南省委宣传部追授临沧因公牺牲民警张从顺、张子权父子“云岭楷模”称号。

## 家庭
- 彭太珍，妻子，2021年3月，获“全国爱警母亲”称号；2021年11月，获“全国最美家庭”称号；2022年5月，获“全国五好家庭”称号；2023年，逝世。
- 张子成，大儿子，1995年毕业，曾在银行工作，后成为人民警察，曾任云南省临沧市镇康县公安局凤尾派出所教导员。
- 张子兵，二儿子，云南省临沧市交警支队直属大队副大队长。
- 张子权，三儿子，中共党员，临沧市公安局禁毒支队四级警长，2007年7月毕业于云南警官学院治安管理专业。2020年12月15日，张子权在专案侦办期间突发疾病因公牺牲。2021年4月1日，云南省委宣传部追授临沧因公牺牲民警张从顺、张子权父子“云岭楷模”称号。2022年8月，被追授全国“人民满意的公务员”称号[3][4]。